# Dånsjön, Hälsingland
Dånsjön är en sjö i Hudiksvalls kommun i Hälsingland och ingår i Delångersåns huvudavrinningsområde. Sjön har en area på 0,185 kvadratkilometer och ligger 77,3 meter över havet.

## Delavrinningsområde
Dånsjön ingår i det delavrinningsområde (685315-155552) som SMHI kallar för Inloppet i Ingan. Medelhöjden är 85 meter över havet och ytan är 16,17 kvadratkilometer. Det finns inga avrinningsområden uppströms utan avrinningsområdet är högsta punkten. Vattendraget som avvattnar avrinningsområdet har biflödesordning 2, vilket innebär att vattnet flödar genom totalt 2 vattendrag innan det når havet efter 32 kilometer. Avrinningsområdet består mestadels av skog (60 procent) och jordbruk (27 procent). Avrinningsområdet har 0,18 kvadratkilometer vattenytor vilket ger det en sjöprocent på 1,1 procent.